# Tančík

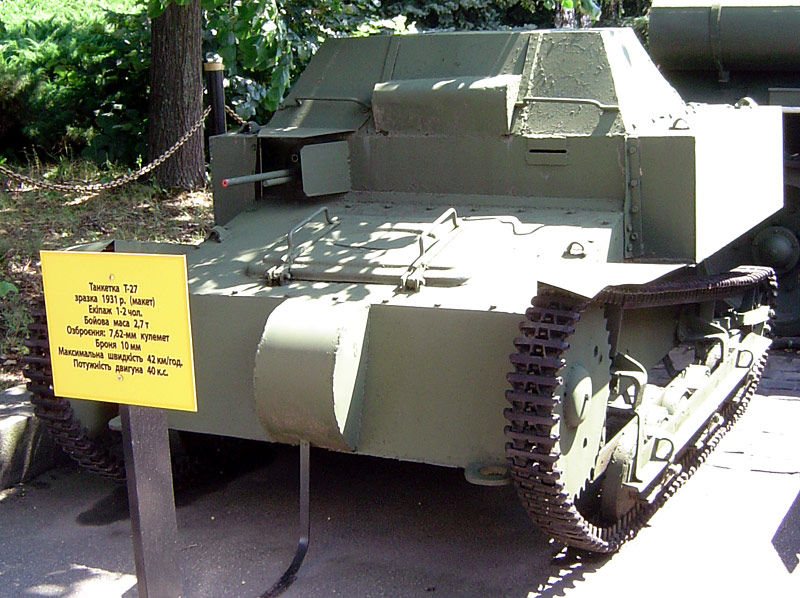
Sovětský tančík T-27

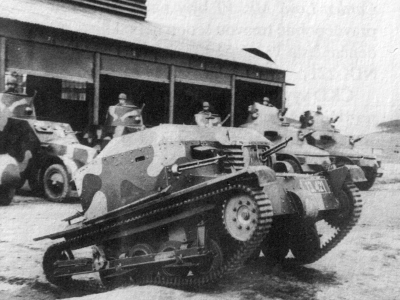
Československý tančík vzor 33

Tančík (anglicky tankette, německy Tankette, francouzsky chenillette, rusky танкетка, polsky tankietka) představoval malé obrněné bojové vozidlo podobné tanku, vlastně lze říci, že šlo o malý superlehký tank s malou (zpravidla 1–2člennou) osádkou, který obvykle postrádal pohyblivou věž. Jeho primárním úkolem byl průzkum a podpora pěchoty v boji s lehce vyzbrojenou pěchotou. Obvykle byl vyzbrojeny 1–2 kulomety, případně výjimečně lehkými kanóny či vrhači granátů.
Za éru tančíků jsou považována 30. léta, některé z nich zažily Španělskou občanskou válku a pár (zejména italských, ruských a polských) bylo dokonce nasazeno ve druhé světové válce. To už však bylo zřejmé, že tyto tančíky nejsou pro svoji zranitelnost a slabou výzbroj použitelné v regulérním boji a celá koncepce byla opuštěna.
Za klasické tančíky jsou považovány stroje typu Carden-Loyd Tankette, které se staly vývojovým základem mnoha dalších koncepcí. Mnoho států vyřešilo svoji snahu vyvinout vlastní tančík tím, že zakoupilo dokumentaci a licenci k výrobě těchto strojů, nutno však podotknout, že jen málokterý stát ji rozjel bez rozsáhlých úprav.
Československá armáda iniciovala zakoupení výše zmíněné licence (Carden-Loyd Mk.VI.) v roce 1929 a na jejím základě vznikl prototyp CL-P. Armáda ale vyhodnotila stroj jako naprosto nepoužitelný v boji a vyžádala si jeho kompletní přepracování, jehož výsledkem byl Tč vz. 33, který již byl přijat do výzbroje.
Japonská armáda použila značné množství tančíků v boji v džungli a vysokých travních porostech, kde byla jejich malá velikost jistou výhodou a kde nebyly tak vystaveny palbě těžké výzbroje tanků a protitankových děl nepřítele. Polsko vytvořilo tančíky vyzbrojené 20mm kanony pro boj proti obrněné technice protivníka (20 kusů série TKS), ale příliš se neujaly. Také Itálie se pokusila zlepšit šanci svých tančíku L 3 v boji tím, že v roce 1941 vybavila tyto tančíky protitankovou puškou Solothurn S-18/1000 ráže 20 mm. Ani takto vylepšené stroje se však nedokázaly prosadit proti spojeneckých středním tankům.

## Kuriozita
Vlastní tančík si v letech 1969–1970 sestrojil Vladimír Beneš, který se s ním v roce 1970 pokusil o ilegální přechod státní hranice. Po poruše tančíku hranici překonal sám i bez něj, rodina dostala povolení za ním vycestovat až po sedmi letech. Tento tančík je bezplatně k vidění na dvoře Muzea Policie ČR v Praze na Karlově (červenec 2014).

## Některé sériově vyráběné tančíky

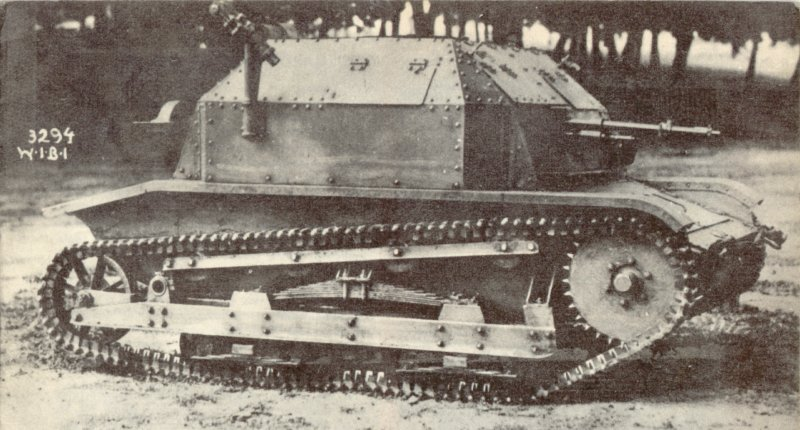
Polský TK-3.

- Československo
  - Tančík vz. 33
- Itálie
  - CV 29
  - CV-33
  - CV-35
- Japonsko
  - Type 94 Te-Ke
- Polsko
  - TK-3
  - TKS
- SSSR
  - T-27
- Spojené království
  - Carden-Loyd Tankette Mk.VI